# Włodzimierz Lubański
Włodzimierz Leonard Lubański, poljski nogometaš in trener, * 28. februar 1947, Gliwice, Poljska.
Sodeloval je na nogometnemu delu poletnih olimpijskih iger leta 1972.